# ビンセント・リチャーズ
ビンセント・リチャーズ（Vincent Richards, 1903年3月20日 - 1959年9月28日）は、アメリカ・ニューヨーク州ヨンカーズ出身の男子テニス選手。1924年パリ五輪の男子シングルス・男子ダブルスで優勝し、単複金メダルを獲得した選手である。“Vinnie”（ビニー）という愛称で呼ばれたリチャーズは、ダブルスの名手として4大大会の男子ダブルスで通算「7勝」を記録した。日本の原田武一選手との対戦と交流を通して、日本とも深いつながりを持つ選手だった。

## 来歴
ビンセント・リチャーズは早くも15歳の時に、1918年の全米選手権男子ダブルス（当時は「全米ダブルス選手権」“U.S. doubles championships”という名称だった）でビル・チルデンからパートナーに指名され、決勝でフレッド・アレクサンダーとビールズ・ライトの組を 6-3, 6-4, 3-6, 2-6, 6-2 で破って初優勝した。それから1922年まで、リチャーズはチルデンとのペアで活躍し、1919年はオーストラリアのノーマン・ブルックス&ジェラルド・パターソン組に敗れたが、1921年と1922年に2年連続で3度の優勝をした。1924年のウィンブルドン選手権男子ダブルスで、リチャーズはフランシス・ハンター（1894年 - 1981年）とペアを組んで初優勝を飾る。
同年に行われたパリ五輪で、リチャーズは男子シングルス・男子ダブルスの両部門で優勝し、単複とも金メダルを獲得した。男子シングルス決勝では、フランスのアンリ・コシェに 6-4, 6-4, 5-7, 4-6, 6-2 で勝ち、男子ダブルス決勝ではハンターとのペアでコシェとジャック・ブルニョンの組を 4-6, 6-2, 6-3, 2-6, 6-3 で破り、単複ともコシェを倒しての栄冠獲得だった。しかし混合ダブルス部門では、マリオン・ジェサップ（Marion Jessup）とのペアで銀メダルに終わり、3部門金メダル達成はならなかった。その後、全米選手権では1925年と1926年にリチャード・ウィリアムズとのペアで2連覇を達成し、1926年は全仏選手権男子ダブルスでもハワード・キンゼイと組んで優勝した。
ビンセント・リチャーズは、興行としての「プロテニス」の創設に関わった人のひとりでもある。スポンサーとなった「C・C・パイル社」によるプロ選手契約書に署名した、世界最初のプロテニス選手たちの顔触れは以下の通りである。フランスのスザンヌ・ランラン、ポール・フェレー、アメリカのメアリー・ブラウン、ビンセント・リチャーズ、ハワード・キンゼイ、ハーベイ・スノッドグラスの6名が、1926年の冬から1927年にかけて北アメリカで行われた史上初の「プロテニスツアー」に参加した。もはや4大大会への参加資格がなくなったプロ選手たちは、新たなトーナメント群を開設する。1927年に最初の「全米プロテニス選手権」（U.S. Pro Championships）がニューヨークで始まり、リチャーズは最初の優勝者となった。リチャーズたちが「プロテニス選手」となったことから、彼が単複の金メダルを獲得した1924年パリ五輪の後、テニスは1928年アムステルダム五輪でオリンピック種目からも除外された。
プロテニス選手になったビンセント・リチャーズは、1927年10月に原田武一の招聘を受けて日本を訪れた。リチャーズは慶應義塾大学のコートや甲子園コートなどでエキシビション・マッチを行い、日本のファンに「世界のテニス」を紹介した。リチャーズの来日をきっかけに、世界の名選手たちが続々と日本を訪れるようになり、海外トップ選手たちのプレーを日本国内で見る機会が増えた。リチャーズは1959年9月28日、ニューヨークで56歳の生涯を閉じた。死去した2年後の1961年に国際テニス殿堂入りを果たしている。
プロテニス選手たちがオリンピックへの参加を認められた1988年のソウル五輪から、64年ぶりにオリンピック競技としてのテニスが復活する。リチャーズの偉業から80年後、2004年アテネ五輪でチリのニコラス・マスーが単複金メダルを獲得した。

## 4大大会ダブルス優勝
- 全仏選手権：1勝（1926年）
- ウィンブルドン選手権：1勝（1924年）
- 全米選手権：5勝（1918年・1921年&1922年・1925年&1926年）